# Капоста, Бенё
Бенё Капоста (венг. Káposzta Benő; 7 июня 1942, Будапешт — 11 августа 2025, Будапешт) — венгерский футболист, игравший на позиции защитника. Олимпийский чемпион (1964).

## Биография

### Клубная карьера
Капоста всю игровую карьеру на протяжении 15 сезонов играл за «Уйпешт», в составе которого выиграл 7 чемпионских титулов и 2 Кубка Венгрии.

### Карьера в сборной
В составе сборной Венгрии стал олимпийским чемпионом на олимпийском футбольном турнире 1964 года, но турнире не играл. Спустя два года, играл на чемпионате мира 1966 года, где сыграл во всех 4 матчах венгерской сборной на турнире.

### Смерть
Скончался 11 августа 2025 года в возрасте 83 лет в больнице Будапешта.

## Достижения
«Уйпешт»
- Чемпион Венгрии (7): 1959/1960, 1969, 1970, 1970/1971, 1971/1972, 1972/1973, 1973/1974

- Обладатель Кубка Венгрии (2): 1969, 1970

 Венгрия
- Олимпийский чемпион (1): 1964